# Пультыткувеемкай
Пультыткувеемкай — река на севере Дальнего Востока России, протекает по территории Чаунского района Чукотского автономного округа. Длина реки — 14 км.
Название в переводе с чук. Пъультыткувээмкэй — «кривая речушка».
Берёт истоки у подножия сопки Радиальная, протекает в юго-западном направлении до впадения в Раучуа справа. Устье находится в 13 км к северо-западу от горняцкого посёлка Бараниха.
Имеет несколько притоков без названия.

## Данные водного реестра
По данным государственного водного реестра России относится к Анадыро-Колымскому бассейновому округу.